# Bund der Bulgarischen Nationalen Legionen
Der Bund der Bulgarischen Nationalen Legionen (bulgarisch Съюз на българските национални легиони, kurz SBNL) wurde als eine unparteiische, antikommunistische, patriotische Jugendbewegung 1930 von mehreren Studenten in der bulgarischen Hauptstadt Sofia gegründet. Die Zeitung des Bundes hatte den Namen Nationaler Führer (Народен Водач).
Ab 1933 wurde die Bewegung von Christo Lukow geführt, einem bulgarischen Armeegeneral und ehemaligen Befehlshaber der 13. Bulgarischen Division in den letzten Tagen des Ersten Weltkriegs. Unter seiner Leitung wurde sie zu einer faschistischen Organisation. Ende der 1930er Jahre hatte der Bund ca. 75.000 Mitglieder, davon ca. 60 Prozent Schüler. Insgesamt waren über 90 Prozent der Mitglieder unter 30 Jahre alt.

Hoheitszeichen der Jugendorganisation (SMNL) mit Hakenkreuz

Mit der Etablierung der Königsdiktatur des bulgarischen Zaren Boris III. wurde die SBNL anfangs wegen ihrer promonarchischen Position toleriert, 1939 jedoch doch als Organisation verboten. Nach dem Kriegseintritt Bulgariens auf Seiten der Achsenmächte wurden einige Ideen von führende Politiker übernommen, sodass der verbotene Bund seinen politischen Einfluss ein wenig vergrößern konnte, er kam jedoch nicht über den Status einer rechtsextremen Splittergruppe hinaus. 
Nach der Ermordung Lukows am 13. Februar 1943 durch eine kommunistische Partisanengruppe zerfiel die Bewegung und löste sich noch vor Kriegsende auf.